# Cantón de Fontaine
El cantón de Fontaine (en francés canton de Fontaine) era una división administrativa francesa, que estaba situada en el departamento del Territorio de Belfort, de la antigua región de Franco-Condado.

## Composición
El cantón estaba formado por dieciocho comunas:
- Angeot (A)
- Bessoncourt (Bs)
- Bethonvilliers (Bt)
- Cunelières (C)
- Denney (D)
- Eguenigue (E)
- Fontaine (F)
- Foussemagne (Fo)
- Frais (Fr)
- Lacollonge (Lc)
- Lagrange (Lg)
- Larivière (Lr)
- Menoncourt (M)
- Montreux-Château (MC)
- Petit-Croix (PC)
- Phaffans (Ph)
- Reppe (R)
- Vauthiermont (V)

## Historia
Fue creado en 1790 como cantón del departamento de Alto Rin. En 1871, forma un cantón del Territorio de Belfort. En aplicación del decreto n.º 2014-155 del 13 de febrero de 2014, el cantón de Fontaine fue suprimido el 1 de abril de 2015 y sus 18 comunas pasaron a formar parte; diecisiete del cantón de Grandvillars y una del cantón de Valdoie.